# Fodé Bangoura
Pour les articles homonymes, voir Bangoura.
Fodé Bangoura, né à Koba-Tatema dans la préfecture de Boffa en république de Guinée, est un homme politique guinéen.
Il est nommé par décret le vendredi 21 mai 2021, secrétaire permanent du cadre permanent du dialogue politique et social.
Il est l'ancien bras droit du président Lansana Conté de 1994 à 2008.

## Biographie

### Études
Bangoura est diplômé en histoire et géographie de l'Institut polytechnique Gamal Abdel Nasser de Conakry.
Il a enseigné à la Faculté de Sciences sociales[Où ?]

### Parcours professionnel
Il commence en tant que chef de cabinet du secrétaire d’État au Tourisme et à l’Hôtellerie en 1991.
Bangoura devient ensuite chef de cabinet du ministère du Commerce, des Transports et du Tourisme de 1992 en 1994, puis directeur du protocole d’État à la présidence de 1994 à 1997.
En 1997, Fodé Bangoura est nommé secrétaire général de la présidence, avec rang de ministre.
Le 5 avril 2005, Fodé Bangoura gagne un bras de fer contre Cellou Dalein Diallo, qui est limogé de son poste de premier ministre pour «faute lourde» et son poste est supprimé.
Fodé Bangoura est nommé ministre d'État chargé des Affaires présidentielles devenant de facto le numéro deux de l'appareil d'État.
Depuis septembre 2006, un bras de fer oppose Fodé Bangoura à Mamadou Sylla, PDG de la société Futurelec, président du patronat guinéen, homme le plus riche de Guinée et proche de Lansana Conté sur fond de dettes publiques entre l'État guinéen et la société.
Le 23 septembre 2006, Mamadou Sylla a été empêché de sortir de la capitale Conakry par des militaires. Sylla a accusé Bangoura d'être derrière les audits financiers contre sa société. Conté intervient alors directement pour libérer Sylla.
Une grève générale débute le 9 janvier à l’initiative des syndicats et de l’opposition. Elle vise entre autres à une revalorisation des salaires, une augmentation des libertés publiques et la fin de la corruption généralisée dont Sylla est l'emblème. Le président Lansana Conté limoge alors Bangoura, considéré comme soutenant les grévistes, pour le remplacer par le ministre du Plan Eugène Camara.
Après la mort de Lansana Conté, il reste à la tête du PUP en juillet 2015.
Sous la présidence d'Alpha Condé, il est fait conseiller chargé des affaires administratives le 12 janvier 2011 puis le 21 mai 2021, il est fait secrétaire permanent du cadre permanent du dialogue politique et social.

## Polémiques
En 2014, le comité d’audit et de surveillance des secteurs stratégiques de l’économie (CASSSE), a cité Fodé Bangoura dans son rapport de synthèse sur l’audit opérationnel du chemin de fer Conakry - Niger.